# Mitt livs gemål
Mitt livs gemål är en låt skriven av Carl-Axel Dominique och Monica Dominique och inspelad av Charlotte Perrelli & Magnus Carlsson, vilka gav ut den på singel 2010 i samband med bröllopet mellan kronprinsessan Victoria och Daniel Westling.
Låten kom till efter en idé av producenten och artisten Stephan Lundin. Ursprungligen var det enbart en melodi, tänkt att överlämnas som en privat gåva till svenska kronprinsessparet i samband med deras bröllop den 19 juni 2010.
Konvolutet designades av Magnus Carlsson och en special designad CD-box, även den gjord av Magnus Carlsson, överlämnades personligen till  Victoria och Daniel vid en lysningsmottagning av Monica och Carl-Axel Dominique och producent Stephan Lundin. 2011 sjöngs en tysk version in i samband med svenska kronprinsessparets officiella besök i Tyskland.

## Listplaceringar
| Lista (2010) | Topplacering |
| ------------ | ------------ |
| Sverige      | 31           |

### Fotnoter
1. ↑  ”Svensk mediedatabas”. http://smdb.kb.se/catalog/id/002689357. Läst 7 juli 2011.
2. ↑  ”Popligt”. 23 april 2010. Arkiverad från originalet den 21 maj 2010. https://web.archive.org/web/20100521022156/http://poplight.zitiz.se/artikel/charlotte-perrelli-och-magnus-carlsson-i-broellopsduett. Läst 7 juli 2011.
3. ↑  ”Listplacering”. http://www.swedishcharts.com/showitem.asp?interpret=Charlotte+Perrelli+%26+Magnus+Carlsson&titel=Mitt+livs+gem%E5l&cat=s. Läst 7 juli 2011.